# 第九大道車站
第九大道車站（英語：Ninth Avenue station）是紐約地鐵BMT西城線的一個雙層快車地鐵站，位於布魯克林第九大道及第39街交界。每層各有兩個島式月台和三條軌道。上層有BMT西城線列車停靠，而下層過去曾經有BMT卡爾弗線停靠。只有上層仍然使用中，設有D線（任何時候停站）列車服務。中央快車軌道一般情況下不使用。

## 車站結構
| 3F | 北行               | 往205街（36街）                           |
| 3F | 島式月台，左側開門 |                                           |
| 3F | 尖峰特快           | 無定期服務                                |
| 3F | 島式月台，左側開門 |                                           |
| 3F | 南行               | 往康尼島-斯提威爾大道（漢密爾頓堡園道）   |
| 2F | 舊北行             | 道床                                      |
| 2F | 島式月台，不使用   |                                           |
| 2F | 舊尖峰特快         | 無定期服務                                |
| 2F | 島式月台，不使用   |                                           |
| 2F | 舊南行             | 道床                                      |
| 1F | 夾層               | 往出入口、車站詢問處、MetroCard自動售票機 |
| G  | 街道層             | 出入口                                    |

此地面車站在1916年6月24日啟用。車站兩層都設有兩個島式月台和三條軌道。

### 上層
上層是唯一仍在使用的部分，只有慢車軌道營運中。在上層，往曼哈頓的月台比往康尼島的月台稍寬。朝上層月台西端走，有一條只供職員使用的行人天橋通往36-38街車廠。車廠南端設有一個控制塔。
截至2012年，車站以新月台邊緣翻新，並安裝了新樓梯前往36街車廠。

### 下層
下層用作BMT卡爾弗線直通BMT第四大道線和高架的BMT第五大道線，直至1954年BMT卡爾弗線大部分列車改道使用卡爾弗斜坡和獨立地鐵系統。同時開始了此站前往迪特馬斯大道新單線總站的卡爾弗接駁線列車服務。部分卡爾弗線列車繼續開往曼哈頓，直至1959年5月終止。卡爾弗接駁線列車服務在1975年5月11日終止。
下層月台從此以後一直荒廢。

## 圖片

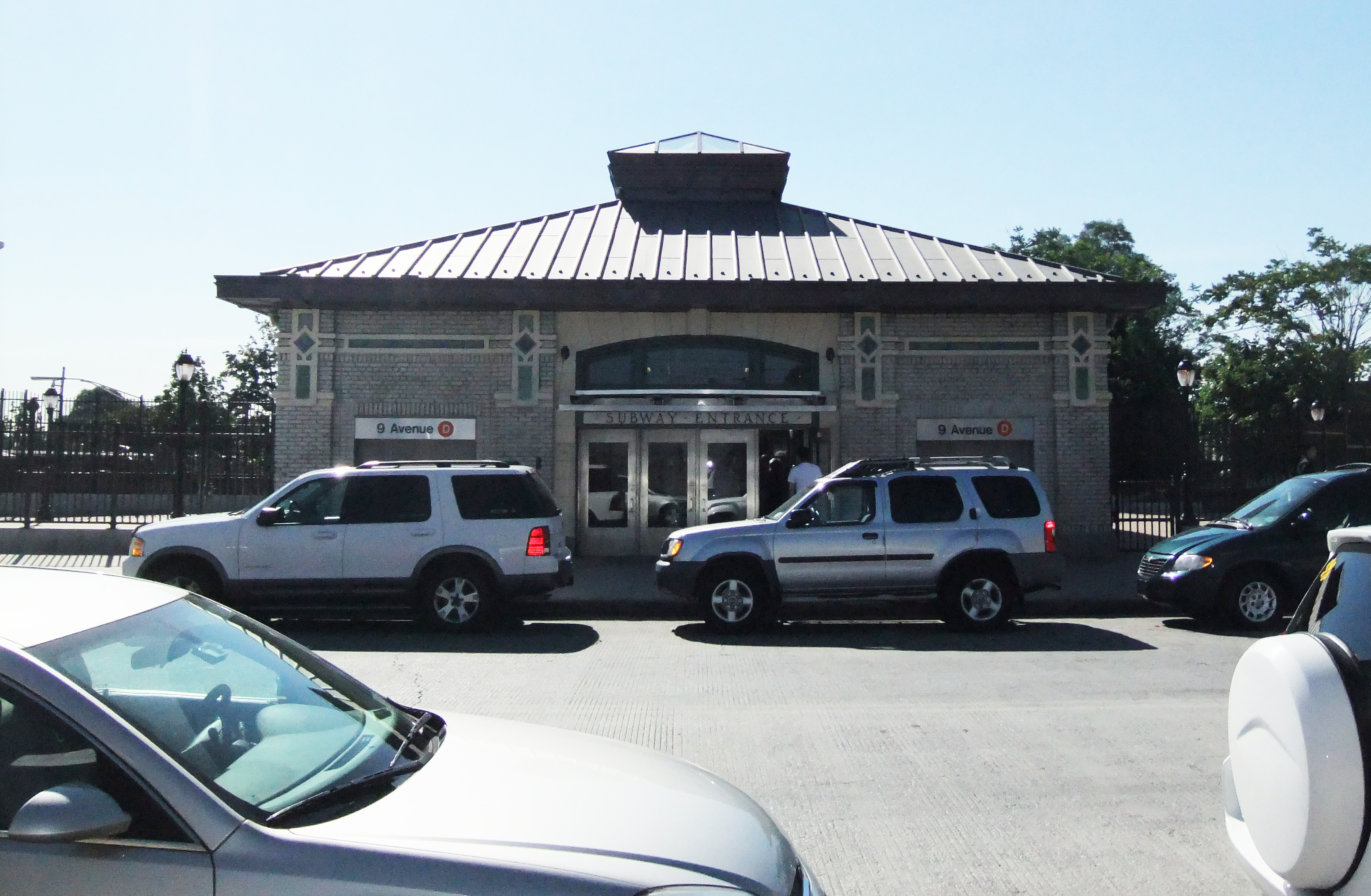
車站屋
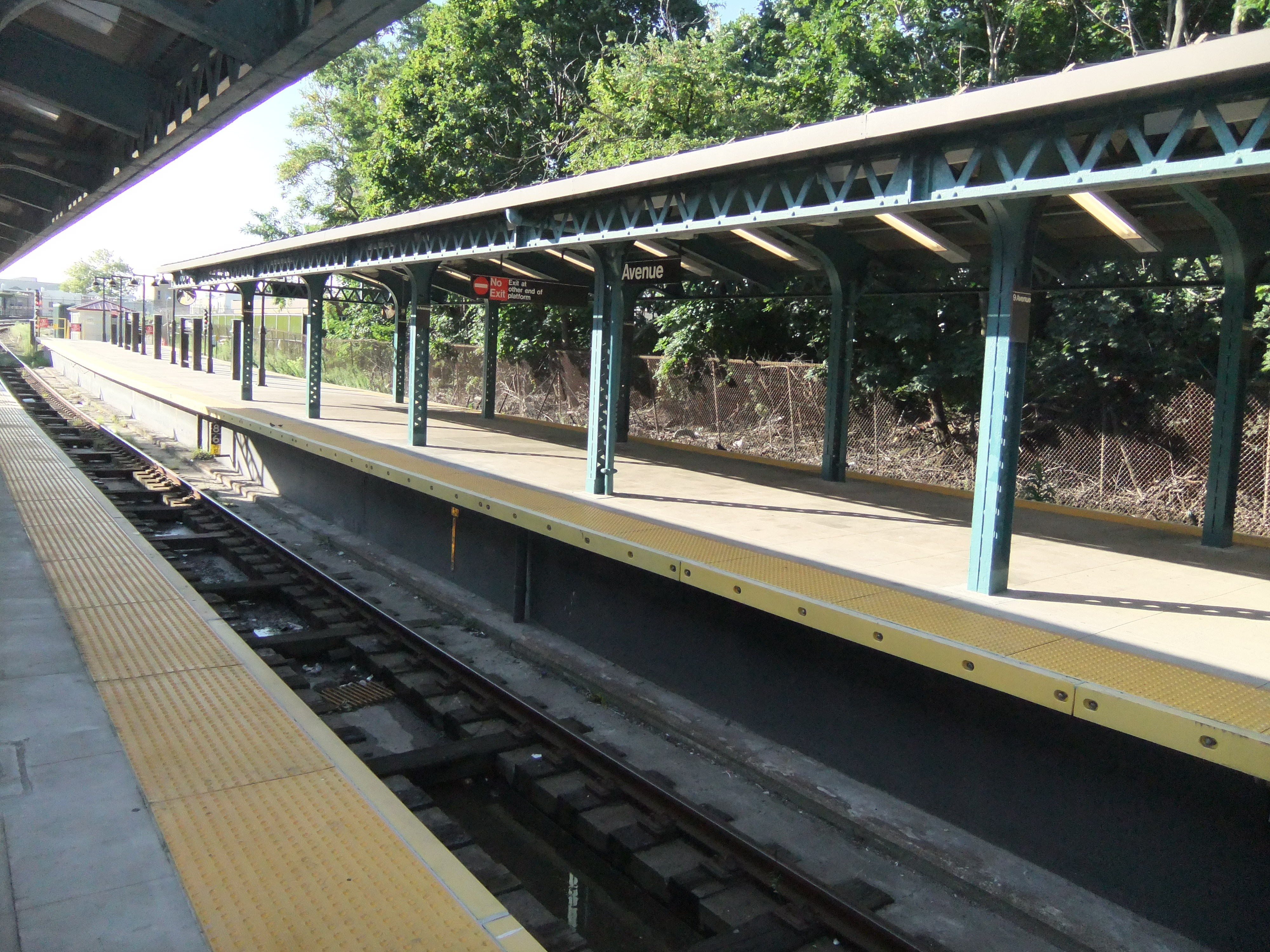
往康尼島月台
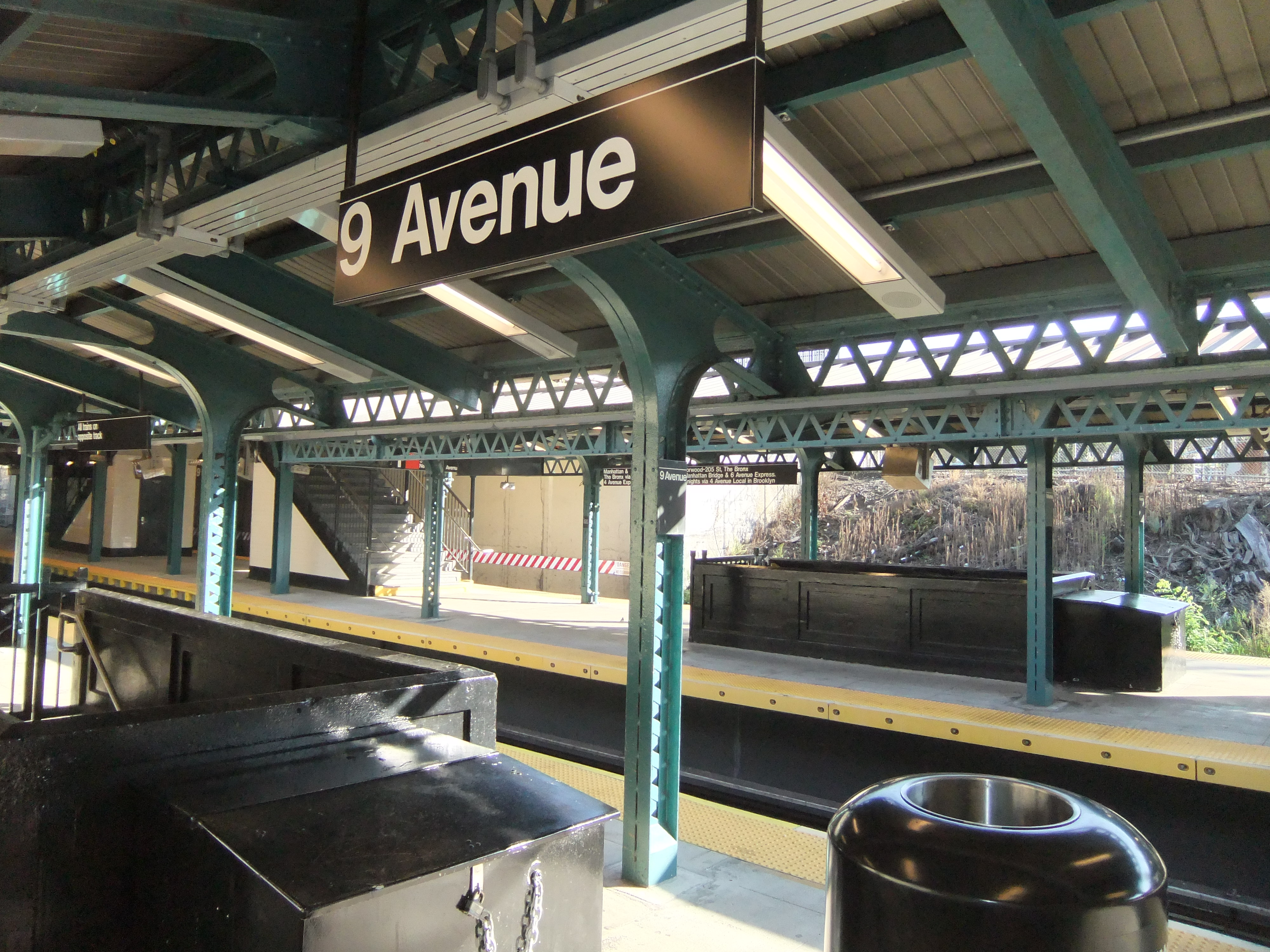
往曼哈頓月台
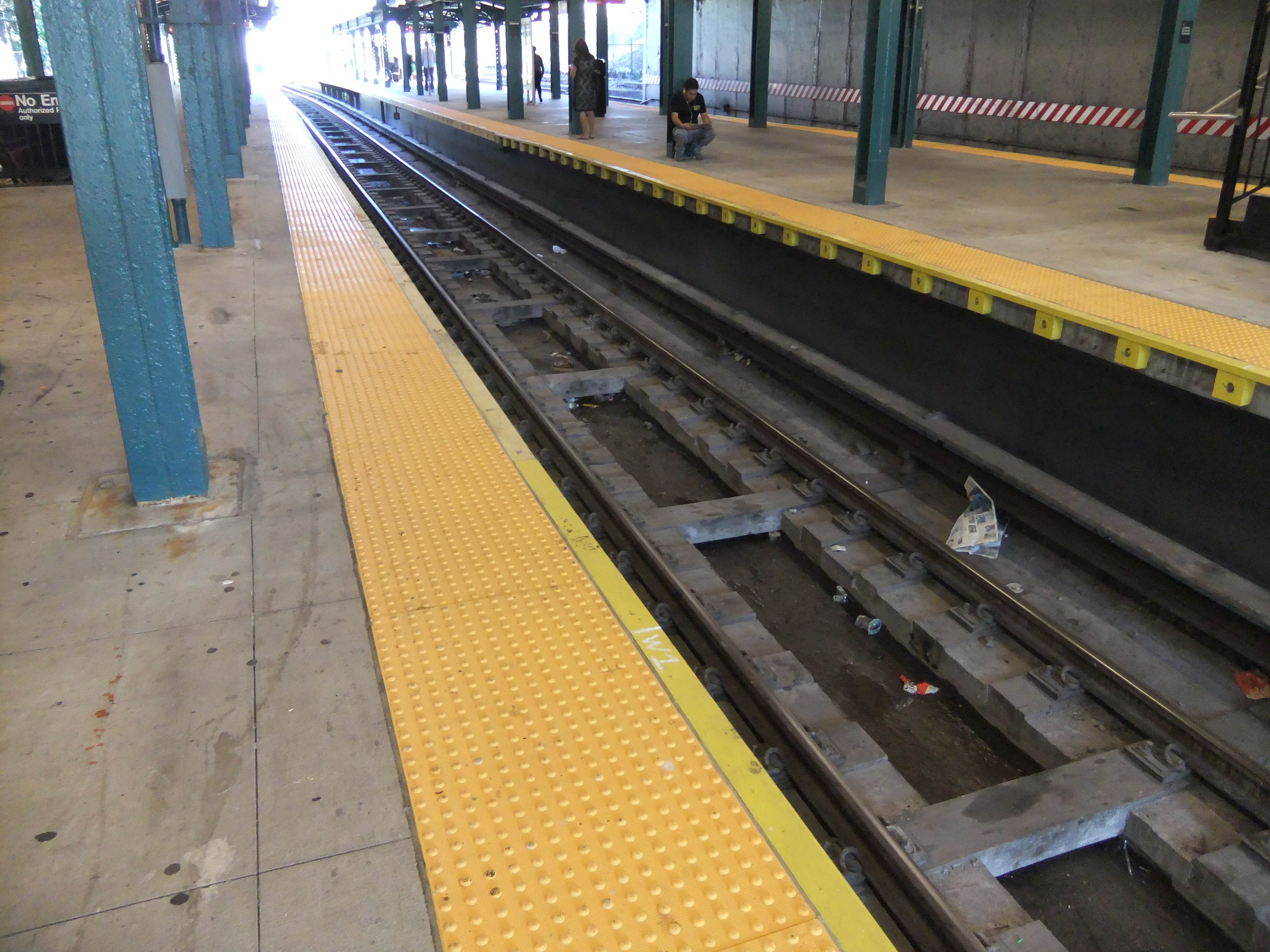
快車軌道
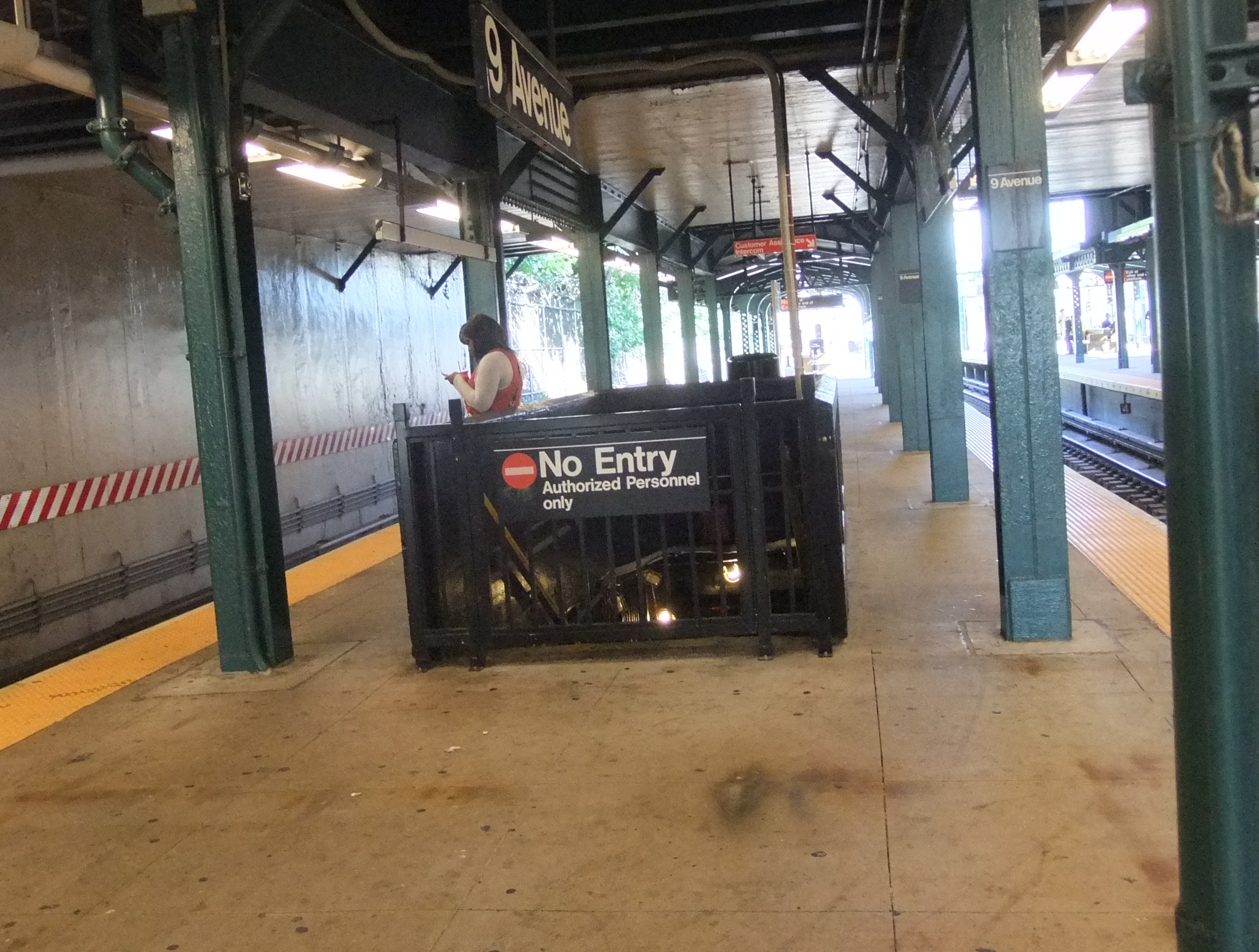
往下層樓梯
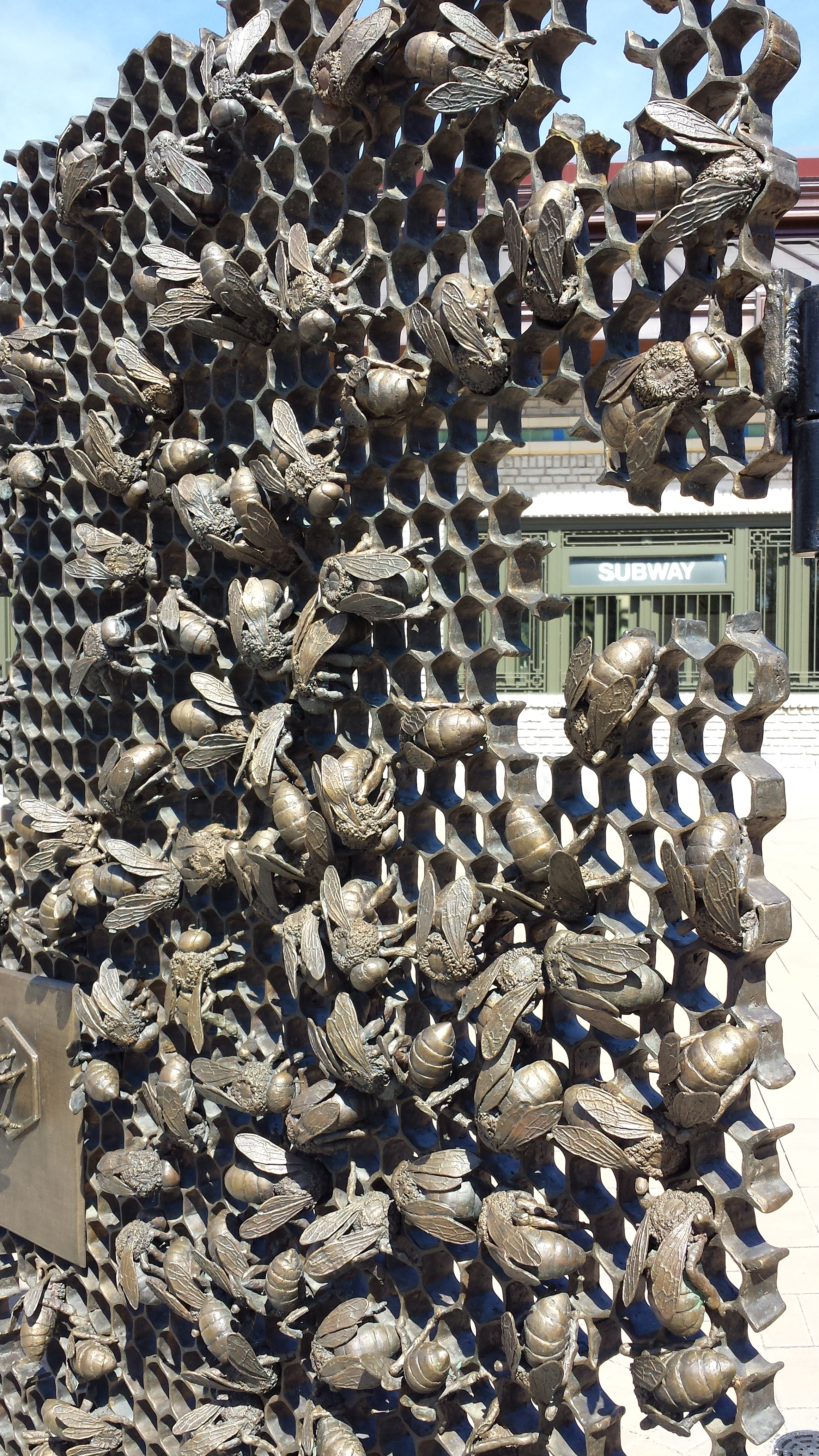
Detail of decorative gate，Christopher Russell製作

## 外部連結
- nycsubway.org—BMT West End Line: Ninth Avenue
- nycsubway.org—BMT Culver Line: Ninth Avenue
- Station Reporter — D Train
- The Subway Nut — Ninth Avenue Pictures （页面存档备份，存于）
- Detail of area tracks （页面存档备份，存于）
- Ninth Avenue entrance from Google Maps Street View （页面存档备份，存于）
- Platforms from Google Maps Street View